# Otto Karrer
Otto Karrer (* 30. November 1888 in Ballrechten im Breisgau; † 8. Dezember 1976 in Luzern) war ein römisch-katholischer Theologe, Ökumeniker, Religionsphilosoph und geistlicher Schriftsteller. Er übersetzte viele Werke von Theologen des Altertums sowie der spirituellen Literatur aller Jahrhunderte und setzte sich mit der zeitgenössischen Dichtung auseinander. Obwohl er nie eine Professur bekleidete, gilt er als einflussreicher Theologe des 20. Jahrhunderts.

## Leben

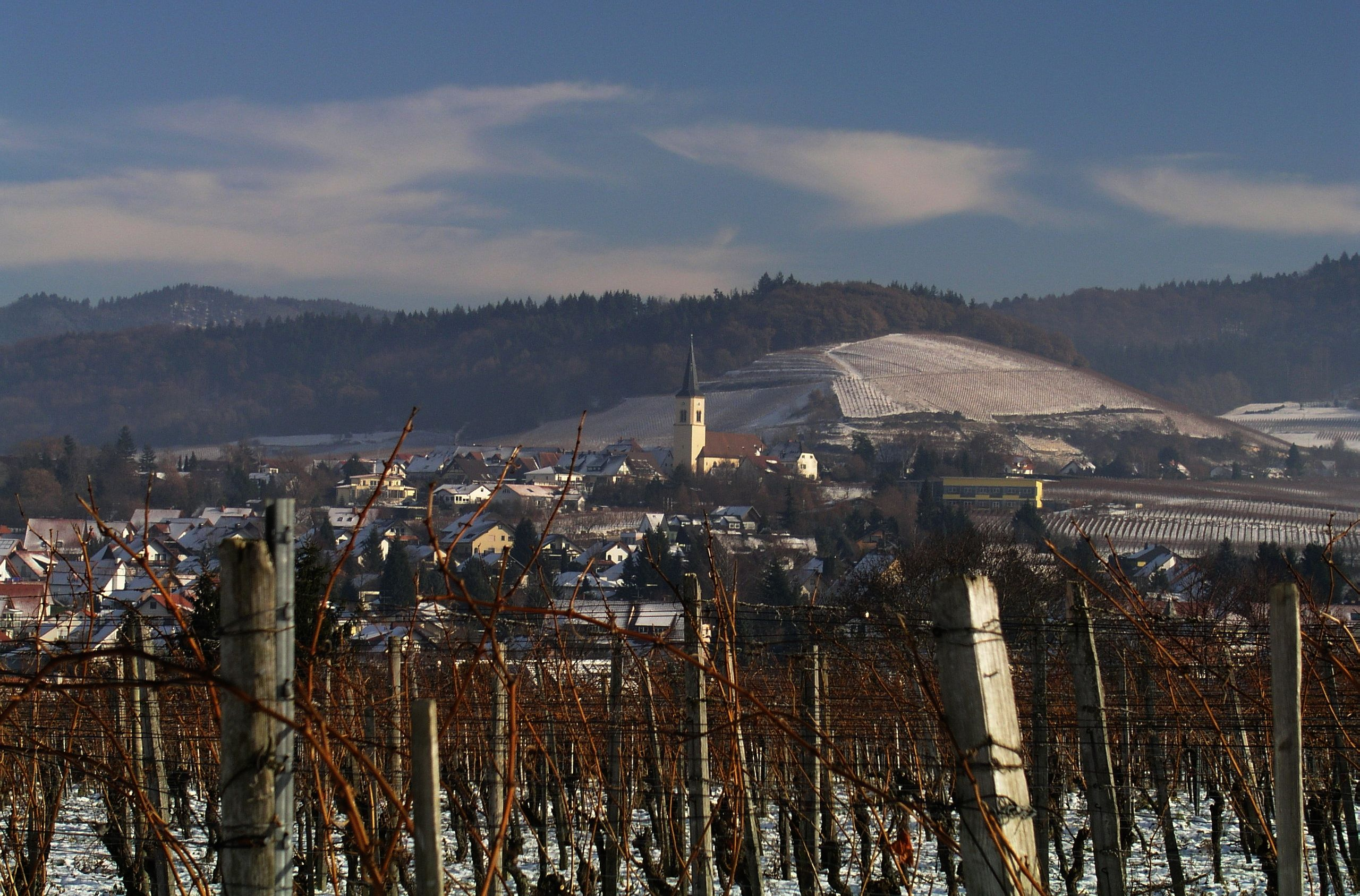
Ballrechten-Dottingen

Otto Karrer war der Sohn eines Bauern. Er besuchte die örtliche Volksschule und das staatliche Bertholds-, danach das Friedrich-Gymnasium Freiburg. 1908 begann er in Innsbruck das Studium der katholischen Theologie. Im dritten Studienjahr wurde er Novize der Gesellschaft Jesu, zunächst in Tisis (Vorarlberg). Das Philosophiestudium fand an der ordenseigenen Ausbildungsstätte Valkenburg (Holland) statt. Danach lehrte er an der Stella Matutina in Feldkirch, dort war er auch Studienpräfekt. Das Theologiestudium leistete Karrer wiederum in Valkenburg ab. Am 20. Juni 1920 empfing er dort die Priesterweihe. Als Ergänzung seiner Studien hörte er Vorlesungen über mittelalterliche Geschichte in Bonn und über Kunstgeschichte bei Heinrich Wölfflin in München.

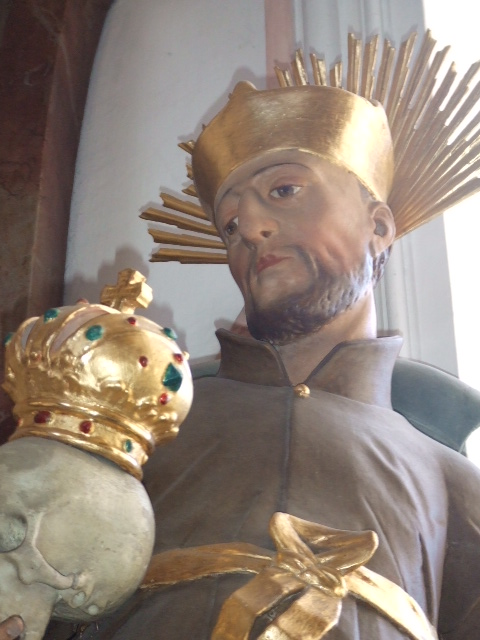
Franz von Borja, dritter Ordensgeneral der Jesuiten

Karrer vertiefte sich in die Frühgeschichte des Jesuitenordens und arbeitete vor allem über den dritten Ordensgeneral Franz von Borja. Schon 1921 veröffentlichte er dessen Biographie, die bei führenden Kirchenhistorikern Zustimmung fand. Hingegen kritisierte sie der Ordensgeneral Wladimir Ledochowski, weil Karrer Unterschiede zwischen Ignatius und Franz herausgearbeitet hatte. Ferner arbeitete Karrer an der Gesamtausgabe der Werke von Ignatius von Loyola mit. 1922 wurde er in Valkenburg sowohl zum Doktor der Philosophie wie auch der Theologie promoviert. Auf Bitten des Präfekten der Vatikanischen Bibliothek, seines Ordensbruders Kardinal Franziskus Ehrle wurde er nach Rom geschickt – er sollte seine Ausbildung vervollständigen, um dann die Nachfolge von Bernhard Duhr SJ als Ordenshistoriker antreten zu können. Weitere Studien über Robert Bellarmin, dessen Seligsprechung anstand, persönliche Erfahrungen wie auch Überarbeitung führten aber 1923 zu einer tiefen „Kirchenkrise“ und zu Karrers Austritt aus dem Jesuitenorden. Überstürzt trat er am 29. August 1923 in die Evangelisch-Lutherische Kirche in Bayern und kurze Zeit später in das protestantische Predigerseminar in Nürnberg ein.
Allerdings wandte Karrer sich innerhalb weniger Wochen enttäuscht von der lutherischen Kirche ab und trat wiederum in die römisch-katholische Kirche ein. Einer Wiederaufnahme in den Jesuitenorden standen die Ordenskonstitutionen entgegen. Karrers ehemaliger Novizenmeister Paul de Chastonay, der ihm stets gewogen blieb, vermittelte seine Aufnahme in den Klerus des Bistums Chur. Die priesterlichen Funktionen durfte er erst nach Exerzitien im Kloster der Immenseer Missionare in Wolhusen wieder ausüben. Einer Lehrtätigkeit an einer (katholischen) Hochschule oder Universität, wozu Karrer nach seiner Vorbildung ohne weiteres fähig gewesen wäre, stand seine „Vergangenheit“ im Wege. Er ließ sich deshalb als Schriftsteller erst in Weggis, dann (1928) in Luzern nieder, wo er bis zu seinem Tode lebte, und wirkte als Seelsorger an der dortigen Pauluskirche. Seine wirtschaftliche Situation blieb stets prekär. 1935 wurde er in die Schweiz eingebürgert.
Sein hauptsächliches Arbeitsgebiet wurden nun die Ausgaben von Werken bzw. Briefen von Meister Eckhart, Franz von Sales, John Henry Newman und anderen. Eine große Textgeschichte der Mystik und seine Mitarbeit an der Zeitschrift Hochland machten seinen Namen weithin bekannt.
1942 wurde die kleine Schrift Karrers Gebet, Vorsehung, Wunder. Ein Gespräch auf den Index librorum prohibitorum gesetzt (und ihm selbst für ein Jahr das Recht zur Predigt entzogen), aber nach einem persönlichen Gespräch mit dem zuständigen Bücherzensor Msgr. Vigilio Dialpaz in Rom freigegeben; aufgrund der Zeitumstände war aber keine Neuauflage möglich.
Im Sommer 1942 half Karrer Mitgliedern der österreichischen Widerstandsgruppe Maier-Messner-Caldonazzi ein Memorandum an die britischen Behörden zu übermitteln.
Während des Zweiten Weltkriegs half Karrer von der Schweiz aus vielen Flüchtlingen aus Deutschland und dessen Einflussgebieten. Sein Briefwechsel, unter anderem mit Waldemar Gurian, belegt dies. Insbesondere konnten durch seine Vermittlung Gurian und Otto M. Knab von 1934 bis 1938 in Luzern die Deutschen Briefe herausgeben, ein Informationsblatt über Kirchenkampf und Kirchenverfolgung des Nationalsozialismus. Die kleine Schrift Schicksal und Würde des Menschen diente ausdrücklich der Auseinandersetzung mit dem Menschenbild des Nationalsozialismus.
Schon in der Nachkriegszeit (ab 1945) und dann verstärkt während des II. Vatikanischen Konzils (an dem er auf der Pressetribüne teilnahm) gründete er ökumenische Gesprächskreise, deren Ergebnisse er in einer ökumenischen Schriftreihe veröffentlichte. Für die Zeitschrift Hochland verfasste er zahlreiche Berichte über die Konzilsdebatten und zur Bedeutung des Konzils. Diese Beiträge fasste er 1966, ein Jahr nach dem Konzilsende, in einer überarbeiteten und ergänzten Fassung unter dem Titel Das Zweite Vatikanische Konzil. Reflexionen zu seiner geschichtlichen und geistlichen Wirklichkeit als Buch zusammen, das auch ins Französische übersetzt wurde.
Zu seinen Gesprächspartnern gehörte der reformierte Theologe Oskar Cullmann. Bischof Christian Caminada nahm ihn gegen kritische Nachrede in Schutz. Auch Karrers Übersetzung des Neuen Testaments wurde ökumenisch bedeutsam: „Als glückliches Zeichen erschien es mir, daß auch evangelische Theologen mit manchen Hinweisen halfen,“ schrieb er in einem Lebensrückblick. Bei den Salzburger Hochschulwochen hielt Karrer Vorträge und Kurse.
Erst am 19. Juli 1963 wurde Karrer durch Kardinal Alfredo Ottaviani rehabilitiert. Ihm wurden wieder alle priesterlichen Rechte ohne Einschränkung zugestanden. Eine vatikanische Behörden nannte ihn bald „einen unserer geschätztesten Mitarbeiter“. Der damalige General des Jesuitenordens, Pedro Arrupe, machte Karrer 1967 das Angebot, ohne juristische Formalitäten wieder dem Orden anzugehören, was dieser froh annahm.

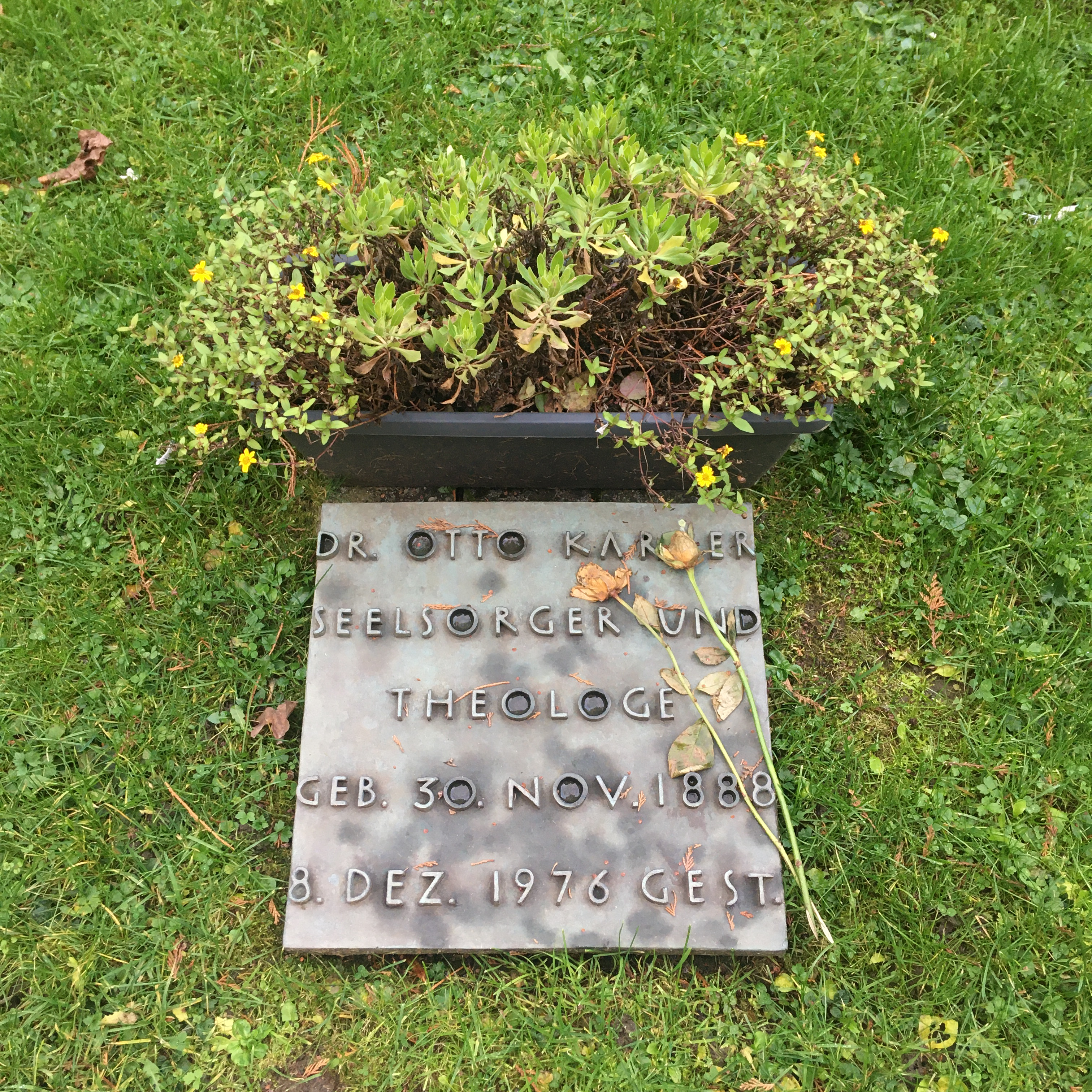
Grab von Otto Karrer auf dem Friedhof der Hofkirche St. Leodegar in Luzern

Am 8. Dezember 1976 starb Otto Karrer in Luzern nach längerer Krankheit. Er wurde auf dem Priestergrabfeld südlich der Hofkirche St. Leodegar in Luzern begraben.

## Ehrungen
1958 erhielt Otto Karrer das Große Verdienstkreuz der Bundesrepublik Deutschland und 1965 den Innerschweizer Kulturpreis „für sein Gesamtwerk als Schriftsteller, Übersetzer und Herausgeber und für sein Wirken im Dienst der Verständigung unter den christlichen Konfessionen“. 1967 wurde ihm die Ehrendoktorwürde der Universität Tübingen verliehen.

## Gedenken
Seit 2002 führt die Theologische Fakultät der Universität Luzern das Anliegen der (aufgelösten) Otto-Karrer-Gesellschaft weiter und veranstaltet jährlich eine Otto-Karrer-Vorlesung, die von bekannten Persönlichkeiten gehalten wird.
In Ballrechten ist eine Straße nach Otto Karrer benannt.

## Schriften
- Der heilige Franz von Borja: General der Gesellschaft Jesu, 1510-1572. Freiburg 1921.
- Des. hl. Ignatius von Loyola geistliche Briefe und Unterweisungen. Freiburg 1922.
- Franz von Sales, Wege zu Gott. Gesammelte Texte. München 1923.
- Meister Eckehart spricht. Gesammelte Texte. München 1925.
- Augustinus: Das religiöse Leben. Gesammelte Texte, 2 Bände. München 1925.
- Meister Eckhart. Das System seiner religiösen Lehre und Lebensweisheit. München 1926.
- Die große Glut. Textgeschichte der Mystik, 3 Bände. München 1926/1927.
- Liturgisches Gebetbuch aus den ersten christlichen Jahrhunderten. München 1928.
- Das Religiöse in der Menschheit und das Christentum. Freiburg 1934.
- Der Sturm auf Jerusalem. Verlag Ars sacra, München 1936.
- Urchristliche Zeugen, Das Urchristentum nach den außerbiblischen Dokumenten bis 150 n. Chr. Tyrolia, Innsbruck 1937.
- Schicksal und Würde des Menschen. Benziger, Einsiedeln 1940.
- Gebet, Vorsehung, Wunder. Ein Gespräch. Raber, Luzern 1941.
- Die Freiheit des Christenmenschen in der katholischen Kirche. Benziger, Einsiedeln 1941.
- Genügt die Schrift allein? Raber, Luzern 1944.
- Jahrbuch der Seele. Aus der Weisheit der christlichen Jahrhunderte. München 1951.
- Das Neue Testament. München 1950; verbesserte Neuausgaben: 1954 und 1959 (Bibelübersetzung).
- Um die Einheit der Christen – die Petrusfrage – ein Gespräch mit Emil Brunner, Oskar Cullmann, Hans von Campenhausen. Josef Knecht, Frankfurt am Main 1953.
- Das Reich Gottes heute. Gesammelte Aufsätze. München 1956.
- Die christliche Einheit – Gabe und Aufgabe. Raber, Luzern 1963
- Das Zweite Vatikanische Konzil. Reflexionen zu seiner geschichtlichen und geistlichen Wirklichkeit. Kösel, München 1966.
- Streiflichter aus Briefen an mich 1933–1975. Josef Knecht, Frankfurt am Main / Evangelisches Verlagswerk, Stuttgart 1976, ISBN 3-7820-0354-3.

Die vollständige Bibliographie Karrers weist 716 Titel auf.